# The Beatles in Italy
The Beatles in Italy è una compilation dei Beatles pubblicata in Italia nel 1965 (Parlophon PMCQ 315006). Nonostante il titolo, The Beatles in Italy non è un album dal vivo, ma, piuttosto, una compilation di brani già pubblicati precedentemente.

## Storia
L'album fu pubblicato in Italia per lanciare l'uscita del film Help!, e contiene brani già eseguiti dai Beatles dal vivo in Italia. L'album non conteneva materiale inedito. Non ebbe grande successo e fu quindi presto ritirato dalla Parlophon. John Lennon, in un'intervista rilasciata nel dicembre 1970 a Rolling Stone e poi pubblicata il gennaio successivo, erroneamente si riferì ad esso come di un live album e, poiché i Beatles non avevano mai pubblicato fino a quel momento un album live, quest'intervista diede inizio a una frenetica ricerca da parte dei collezionisti.
Nella metà degli anni '70, la Parlophon ripubblicò di nuovo l'album. Le copie esportate all'estero continuarono ad attrarre i collezionisti, che consideravano l'album sia una curiosità che un elemento indispensabile per completare la raccolta.

## Tracce
Tutte le canzoni composte da Lennon/McCartney, tranne dove segnalato.
Lato 1
1. Long Tall Sally (Enotris Johnson/Richard Penniman/Robert Blackwell)
2. She's a Woman
3. Matchbox (Carl Perkins)
4. From Me to You
5. I Want to Hold Your Hand
6. Ticket to Ride

Lato 2
1. This Boy
2. Slow Down (Larry Williams)
3. I Call Your Name
4. Thank You Girl
5. Yes It Is
6. I Feel Fine

## Musicisti
- George Harrison — chitarra solista, cori
- John Lennon — voce, chitarra ritmica, cori; chitarra acustica in This Boy, armonica in From Me to You e Thank You Girl
- Paul McCartney — voce, basso, cori; piano in She's a Woman, chitarra solista in Ticket to Ride
- Ringo Starr — batteria, percussioni; voce in Matchbox
- George Martin — piano in Matchbox e Slow Down, produttore discografico in ogni brano